# Sardaigne et Méditerranée

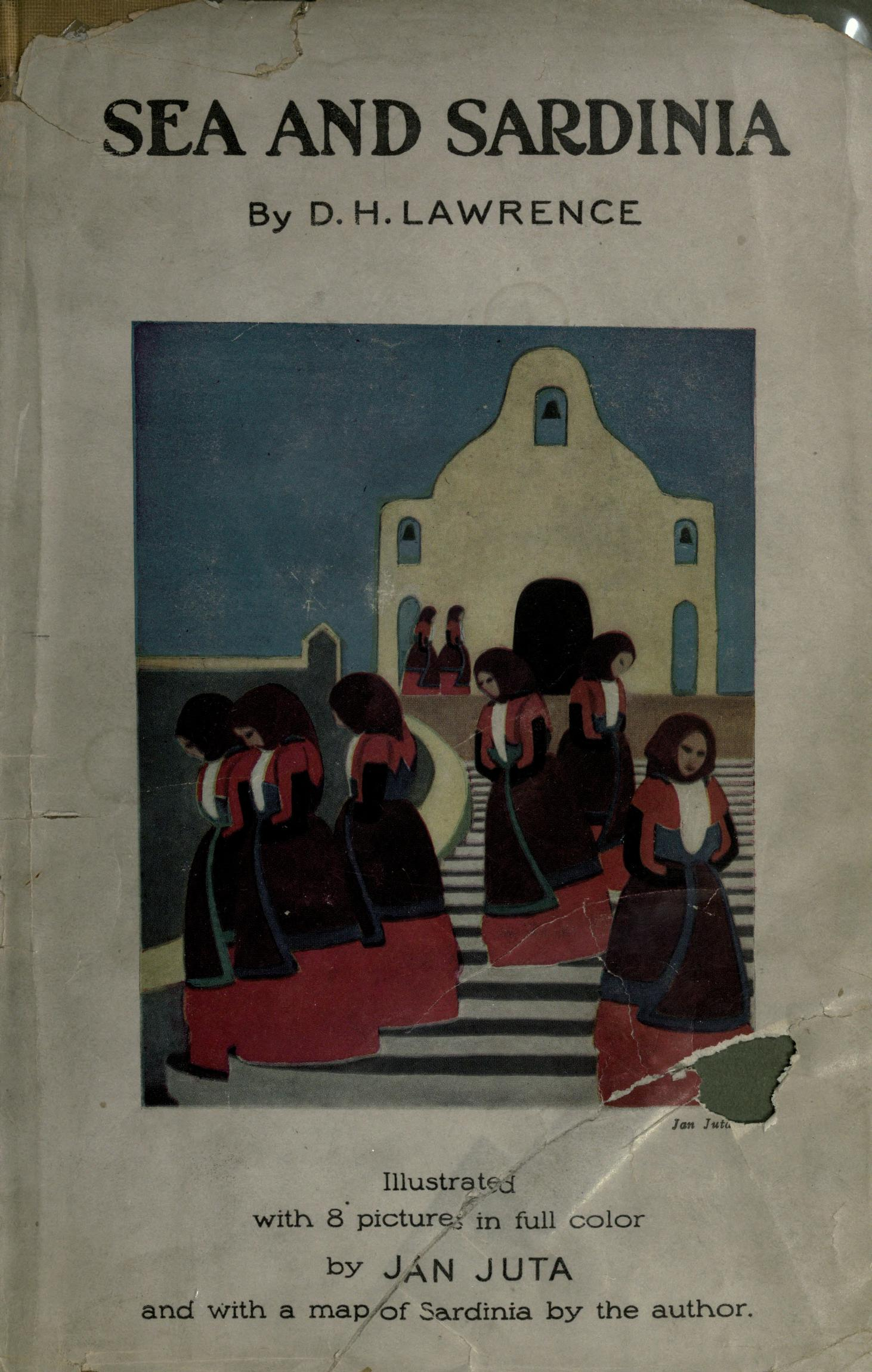
Couverture de la première édition (1921).

Sardaigne et Méditerranée est un récit de voyage en Sardaigne, écrit en 1921, par l'auteur anglais D. H. Lawrence.

## Histoire
Le texte relate le voyage de l'auteur et de son épouse Frieda, de Taormine en Sicile, puis au sud de la Sardaigne, principalement effectué en train (actuel Trenino verde), dans la province de Cagliari et dans le centre de l'île dans la province de Nuoro. Nonobstant la brièveté de son séjour, il décrit une île indomptée avec des paysages qui s'étalent à l'infini et des habitants encore reconnaissables aujourd'hui. 
Des extraits ont été à l'origine imprimés dans The Dial (en) en octobre et novembre 1921 et publiés pour la première fois de la même année à New York,  par Thomas Seltzer, avec des illustrations de Jan Juta (en). Une édition britannique est éditée, en avril 1923, par Martin Secker (en).